# 若昂王子 (貝雅公爵)
若昂王子（葡萄牙語：João de Bragança，1842年3月16日—1861年12月27日），貝雅公爵，葡萄牙國王斐迪南二世和女王瑪麗亞二世的第三子。
1861年11月，若昂的長兄佩德羅五世因傷寒去世，次兄路易斯繼位為葡萄牙國王，若昂成為王位繼承人。然而，同年12月若昂亦因傷寒去世，年僅19歲。